# إد هاربيسون
إد هاربيسون هو سياسي أمريكي، ولد في 25 أغسطس 1941 في براتفيل في الولايات المتحدة. نشط حزبياً في الحزب الديمقراطي. وقد انتخب عضو مجلس ولاية جورجيا ‏.